# پرینی نیوی
پرینی نیوی (انگلیسی: Perini Navi) شرکت کشتی‌سازی ایتالیایی است، که در سال ۱۹۸۳ تأسیس شد.